# Odznaka honorowa „Za zasługi dla bankowości Rzeczypospolitej Polskiej”
Odznaka honorowa „Za zasługi dla bankowości Rzeczypospolitej Polskiej” – polskie resortowe odznaczenie cywilne, ustanowione 7 lutego 2003, będące zaszczytnym, honorowym wyróżnieniem przyznawanym przez Prezesa Narodowego Banku Polskiego.
Może być nadawana pracownikom banków, którzy szczególnie przyczynili się do osiągnięć i rozwoju bankowości, a także obywatelom innych państw za zasługi w rozwoju i umacnianiu współpracy międzynarodowej w dziedzinie bankowości oraz innym osobom za zasługi związane z bankowością.
Odznaka jest jednostopniowa i może być nadana tylko jeden raz.
Zastąpiła zniesioną w 1989 Odznakę honorowa „Zasłużony dla bankowości PRL”.
Odznaka ma kształt metalowego ażurowego krążka monetarnego, o średnicy 30 mm z wcięciami charakterystycznymi dla 20-centowych monet euro (kwiat hiszpański), wykonanego z tombaku pokrytego złotem galwanicznym. Pośrodku, wokół czterolistnego ażuru charakterystycznego dla znaku zabezpieczającego banknoty 100-złotowe emisji z 1994, jest nałożony stylizowany wieniec z liści dębu według wzoru monet groszowych II RP w otoku gładkim złoconym i drugim zielono emaliowanym z napisem ZA ZASŁUGI DLA BANKOWOŚCI RP rozdzielonym u dołu kropką. Odwrotna strona odznaki jest gładka.
Odznaka jest zawieszona na wstążce złocistej szerokości 27 mm z zielonymi paskami szerokości 5 mm po bokach, w odległości 2 mm od krawędzi. Dołem wstążka jest przeciągnięta przez ozdobne metalowe złocone zawieszenie połączone z odznaką kółkiem, górą wstążka jest przeciągnięta przez gładką złoconą listewkę, z zapięciem na odwrocie.